# Ernst Rosenthal (Industrieller)
Ernst Rosenthal (* 19. Januar 1890 in Asch, Böhmen; † August 1969 in London) war ein deutscher Porzellanindustrieller.

## Leben
Ernst Rosenthal, Sohn des Mitgründers Max Rosenthal und Neffe des Gründers Philipp Rosenthal der Porzellanfabrik Philipp Rosenthal & Co. AG, studierte nach dem Abitur am Gymnasium zum Heiligen Kreuz Chemie und Elektrotechnik an den Technischen Hochschulen München und Berlin-Charlottenburg. In München wurde er Mitglied des Corps Vitruvia. 1913 schloss er das Studium als Diplom-Ingenieur ab. Im folgenden Jahr wurde er zum Dr.-Ing. promoviert. Anschließend trat er in die Philipp Rosenthal & Co. AG ein, wo er unter anderem in der Isolatorenfabrik und deren Prüffeld tätig war. Nach Akquisitionstätigkeiten wurde er Betriebsleiter der Porzellanfabrik Hennigsdorf der AEG, die unter der Betriebsführung der Philipp Rosenthal & Co. AG stand. 1922 wurde er Vorstandsmitglied der Philipp Rosenthal & Co. AG und verantwortete die Leitung der Verkaufsorganisation der Isolatorenfabriken. Weiterhin war er Vorstandsmitglied des Verbandes Keramischer Gewerke in Berlin sowie Aufsichtsratsmitglied der Vereinigten Hochspannungs-Isolatoren Werke in Berlin und der Sillimanit-Isolatoren-Vertriebs-GmbH in Berlin.
Rosenthal emigrierte 1935 wegen seiner jüdischen Abstammung aus Deutschland nach Großbritannien, wo er Geschäftsführer der Rosenthal China (London) Ltd., des exklusiven Verkaufsagenten der Philipp Rosenthal & Co. AG im Vereinigten Königreich wurde. Nach dem Zweiten Weltkrieg wurde er zudem Mitglied des Board of Directors von Lawleys, dem er bis 1963 angehörte.

## Schriften
- Die technischen Eigenschaften des Porzellans mit besonderer Berücksichtigung seiner Verwendung als Isoliermaterial in der Elektrotechnik, 1915
- Hochspannungs-Isolatoren, 1921
- Die Lösung des Kittproblems im Isolatorenbau, 1924 (zusammen mit Heinrich Luftschitz)
- Porcelain & other ceramic insulating materials, Band 1, Raw Materials, Manufacturing Processes, Testing and Characteristics, 1944
- Pottery and Ceramics. From common brick to fine china, 1949